# Triglavska vojašnica Viktorja Emanuela III.
Triglavska vojašnica Viktorja Emanuela III. (italijansko Caserma Rifugio Vittorio Emanuele III di Monte Tricorno), pogosto napačno poimenovana Morbegna – po nekdanji bližnji koči Morbegna, je bila italijanska vojašnica med prvo in drugo svetovno vojno. Danes je ohranjena le v ruševinah. Nahaja se pri Glavi na Zaplanji (2556 m), ki je stranski vrh Triglava (2864 m), na nadmorski višini 2520 m, s čimer je druga najvišje ležeča stavba v Sloveniji, za Aljaževim stolpom (Triglavski dom na Kredarici je s 2515 metri na tretjem mestu).

## Zgodovina
Ko je po Rapalski pogodbi leta 1920 Kraljevini Italiji pripadla slovenska Primorska, je Italija v visokogorju pod Triglavom načrtovala vojaško postojanko za nadzor meje. Tako je že leta 1919 zgradila manjšo leseno kočo, imenovano Morbegna. Nova velika kamnita vojašnica je bila zgrajena v letih 1933/34. Poimenovana je bila po italijanskem kralju Viktorju Emanuelu III. (vladal 1900–1946). V njej so bili nastanjeni pripadniki vojaških enot za varovanje meje – G.A.F. (Guardia Alla Frontiera) Zgornjesoškega sektorja, ki je imel svoj sedež v »Caserma GAF Cantore«, današnji zgradbi Informacijskega središča Triglavskega narodnega Parka v Trenti.
Dostop do vojašnice je bil zagotovljen po novi mulatjeri (iz kamnov zgrajena pot za tovorne mule), ki se je začela v zatrepu doline Zadnjica ter se vzpenjala po desni strani Korit v smeri proti Luknji (1756 m). Približno na sredini Korit se je mulatjera razcepila, tako da se je v ravni smeri nadaljevala proti Luknji, odcep na desno (mulatjera zgrajena malo pred letom 1929) pa je držal v smeri proti Koči Napoleoneja Cozzija (predhodnica Tržaške koča na Doliču). Na tem razcepu se je kot prva nahajala Koča Jolanda (1840 m), kmalu za njo pa Koča Gemona, sprva imenovana Koča Superiore (1880 m). V nadaljevanju poti so sledile številne barake, ki so jih uporabljali alpini ob gradnji mulatjere. Od Koče Napoleoneja Cozzija se je pot nadalje vzpela proti Triglavski vojašnici. Nobena od omenjenih koč danes ne stoji več, le na Doliču je bila blizu lokacije Koče Napoleoneja Cozzija postavljena nova Tržaška koča. Mulatjera je bila relativno udoben način potovanja, tako da se je poveljujoči oficir lahko pripeljal iz Trente na pregled Triglavske vojašnice z motorjem.
Poleg mulatjere je bila vojašnica povezana z dolino še s telefonskim kablom ter tudi s tovorno žičnico. Ta je imela vstopno postajo pravtako v dolini Zadnjica na 990 metrih ter se nato povzpela do Koče Jolande, ki je imela vlogo pretovorne postaje. Od nje se je linija žičnice rahlo prelomila ter prispela do Triglavske vojašnice. Žičnica danes več ne obstaja, z izjemo nekaj skromnih sledov betonskih temeljev.
Vojaški dokument iz leta z dne 26. julija 1943 poroča, da so vojašnico zavzeli partizani, čeprav je Italija že poslala tja svojo poletno posadko.
Vojno je vojašnica preživela nepoškodovana in tudi Italijani so jo zapustili povsem opremljeno. Ker je po vojni ostala brez namembnosti, je hitro postala žrtev ropanja. Odnašal se je opaž, mizarski izdelki, pogradi in peči. Planinska zveza Slovenije je nekaj časa gojila idejo, da bi se stavba preuredila v planinski dom, za katerega so že izbrali ime Kugyjev dom pod Triglavom. Tja so avgusta 1964 poslali komisijo, ki je naredila natančen opis zgradbe, izdelala načrte vseh štirih etaž in popisala vso opremo. Pločevinasto streho so tudi popravili na nekaterih bolj kritičnih mestih. Do realizacije ideje vseeno ni prišlo. Še en poskus obnove je prišel iz strani podjetja Iskra Delta iz Nove Gorice. Novembra 1981 sta kočo obiskala Zdravko in Vojko Likar iz Tolmina in naredila novo poročilo skupaj z obsežno fotodokumentacijo. Zgradba je bila takrat še vedno trdna in je imela deloma ohranjeno streho. Tudi ta projekt obnove, ki naj bi se pričela 1986, je propadel. Danes je parcela številka 445/9 z ostanki vojašnice v lasti Republike Slovenije.

## Opis
Zgradba je dolga 30 metrov, široka 11 in visoka 17 metrov. Zunanje stene, debele več kot 60 cm so kamnite, notranje, kakor tudi tlaki, pa so betonski. Večina prostorov je imela pode, stene in strope obite z lesom. Vsako nadstropje je imelo suho stranišče. Klet je imela tri velike prostore za shrambo ter umivalnico. Pritličje je bilo namenjeno kuhinji, shrambi in prostorom za osebje. Prvo nadstropje je imelo dve veliki skupni spalnici, v mansardi podstrešja pa namestitveni prostori še niso bili gotovi, je pa bilo celotno podstrešje obito v les in osvetljeno s strešnimi okni in dvema stranskim oknoma. Celotna kvadratura objekta je znašala 855 m².

## Bunker
Tik nad vojašnico se nahaja manjši betonski bunker, ki služi kot poletni počitniški bivak Alojziju Žaklju. Žakelj, doma iz Jesenic, preživi v njem tudi po tri mesece v sezoni. Bunker uporablja in ga postopoma obnavlja ter opremlja že od leta 1977.